# سيب فانمارك
سيب فانمارك (بالفرنسية: Sep Vanmarcke)‏ (و. 1988  م) هو راكب دراجة هوائية بلجيكي، ولد في كورتريك، شارك في طواف إسبانيا، وسباق طواف فرنسا 2013، وسباق طواف فرنسا 2014، وطواف فرنسا، وطواف فرنسا 2018.

## سجل الفوز

### سباقات أو مراحل فاز بها
| التاريخ        | السباق                          | المركز                      |
| -------------- | ------------------------------- | --------------------------- |
| 15 أبريل 2009  | Côte picarde 2009               |                             |
| 28 مارس 2010   | غنت-وفلجم 2010                  | الثاني في التصنيف العام     |
| 13 أبريل 2010  | باريس-كاممبير 2010              | التاسع في التصنيف العام     |
| 09 مايو 2010   | أربعة أيام من دونكيرك 2010      |                             |
| 03 أكتوبر 2010 | 2010 Circuit Franco-Belge       |                             |
| 26 مارس 2011   | إي ثري هاريل بيك 2011           | الرابع في التصنيف العام     |
| 10 أبريل 2011  | سباق باريس روبيه 2011           | المرتبة 20 في التصنيف العام |
| 26 يوليو 2011  | 2011 Grote Prijs Raf Jonckheere |                             |
| 25 فبراير 2012 | طواف نيوشبلاد 2012              | الفائز في التصنيف العام     |
| 21 مارس 2012   | دفارز دور فلاندرز 2012          | السابع في التصنيف العام     |
| 23 مارس 2012   | إي ثري هاريل بيك 2012           | الخامس في التصنيف العام     |
| 13 مايو 2012   | 2012 Rogaland Grand Prix        |                             |
| 21 سبتمبر 2013 | جي بي إيبانيس-فان بيتيجم 2013   | الفائز في التصنيف العام     |
| 02 مارس 2014   | كرونا بروكسل 2014               |                             |
| 08 مايو 2016   | 2016 Trofee Maarten Wynants     |                             |
| 19 يونيو 2016  | ستير زي إل إم تور 2016          | الفائز في التصنيف العام     |
| 08 سبتمبر 2016 | 2016 Izegem Koers               | الفائز في التصنيف العام     |
| 08 يوليو 2017  | طواف النمسا 2017                | الأول في تصنيف النقاط       |
| 01 سبتمبر 2019 | جي بي واست-فرنسا 2019           | الفائز في التصنيف العام     |
| 04 سبتمبر 2022 | ميريلاند سايكلنج كلاسيك 2022    | الفائز في التصنيف العام     |

## روابط خارجية
- سيب فانمارك على موقع الاتحاد الدولي للدراجات (الإنجليزية)
- سيب فانمارك على موقع أرشيف الدراجات (الإنجليزية)
- سيب فانمارك على موقع إحصائيات الدراجات الإحترافية (الإنجليزية)
- سيب فانمارك على موقع نسبة الدراجات (الإنجليزية)
- سيب فانمارك على موقع CycleBase (الإنجليزية)